# Всевидящее око (фильм, 2015)
«Всевидящее око» (англ. Eye in the Sky) — британский фильм 2015 года режиссёра Гэвина Худа. Премьера состоялась в сентябре 2015 года на Кинофестивале в Торонто. Фильм посвящен памяти Алана Рикмана, роль генерала Бенсона стала последней работой актёра в игровой картине.

## Сюжет
Полковник Кэтрин Пауэлл руководит секретной операцией с привлечением беспилотников по захвату террористической группы в Найроби. В операцию вовлечены вооруженные силы Великобритании, США и Кении. Командование осуществляется генералом Фрэнком Бенсоном с военной базы Northwood недалеко от Лондона. Когда Кэтрин узнаёт о том, что группа планирует совершить теракт в качестве террористов-смертников, задачей операции вместо задержания становится ликвидация террористов. Операторы дрона MQ-9 Reaper, военнослужащие ВВС США Стив Уоттс и Кэрри Гершон, готовятся нанести удар по их укрытию высокоточной ракетой Hellfire. В последний момент офицеры замечают, что в зоне поражения оказывается маленькая девочка Алиа Моалим.
Девочка располагается продавать домашний хлеб и не уходит из под окон дома, где засели террористы. Попытка отвлечь её наземными силами проваливается. Стив оттягивает решение, сделав запрос на уточнение возможного ущерба мирному населению. Запрос показывает слишком высокую вероятность смерти. Непосредственный командир не может после таких данных отдать приказ Стиву на уничтожение. Ситуацию приходится решать высшему руководству и политикам. Проблема постепенно эскалируется, вплоть до премьер-министра Великобритании. В разбирательство вовлечены разнообразные чиновники, включая советников аппарата президента США. Все это время руководители операции напряженно наблюдают в прямой трансляции с дронов за происходящим возле дома в Найроби. В любую секунду террористы могут покинуть дом и взорвать близлежащий торговый центр. Наконец все приказы получены, и Стив вынужден осуществить пуск ракеты. Девочка только распродала хлеб, но не успевает отойти далеко от дома и получает тяжелое ранение в результате взрыва. Её доставляют в больницу, где Алиа умирает.
В концовке командир звена операторов дронов успокаивает убитых горем Стива и Кэрри, сказав им, что они образцово выполнили приказ.

## В ролях
- Хелен Миррен — полковник ВС Великобритании Кэтрин Пауэлл
- Аарон Пол — Стив Уоттс
- Алан Рикман — генерал ВС Великобритании Фрэнк Бенсон
- Бархад Абди — Джама Фарах
- Джереми Нортэм — Брайан Вудэйл
- Иэн Глен — министр иностранных дел Великобритании Джеймс Виллет
- Фиби Фокс — Керри Гершон
- Ким Энгельбрехт — Люси Гальвэз
- Карл Бьюкс — сержант Майк Глисон

## Производство
Режиссёр Гэвин Худ, родившийся в ЮАР, решил снимать фильм в родной стране. Съёмки фильма начались в сентябре 2014 года.

## Отзывы
Фильм получил в основном положительные отзывы критиков. На сайте Rotten Tomatoes фильм имеет рейтинг 95 % на основе 174 рецензий со средним баллом 7.5 из 10. На сайте Metacritic на основе 35 рецензий фильм получил оценку 72 из 100, что соответствует статусу «в основном положительные отзывы».